# ناماسا
ناماسا شهری در شهرستان بورزانگا در استان بام در بورکینافاسوی شمالی است و جمعیت آن ۲۳۳ نفر است.